# Liste der Monuments historiques in Ailleville
Die Liste der Monuments historiques in Ailleville führt die Monuments historiques in der französischen Gemeinde Ailleville auf.

## Liste der Objekte
| Bezeichnung                    | Beschreibung                                                               | Standort                       | Kennzeichnung | Schutzstatus | Datum | Bild |
| ------------------------------ | -------------------------------------------------------------------------- | ------------------------------ | ------------- | ------------ | ----- | ---- |
| Skulptur Heiliger Martin       | Holz, farbig gefasst und vergoldet, 18. Jahrhundert                        | in der Kirche St-Martin (Lage) | PM10004536    | Inscrit      | 1976  |      |
| Vier Reliefs der Evangelisten  | Holz, farbig gefasst und vergoldet, 17. Jahrhundert                        | in der Kirche St-Martin (Lage) | PM10004538    | Inscrit      | 1976  |      |
| Skulptur Heiliger Nikolaus     | Kalkstein, farbig gefasst und vergoldet, Anfang des 19. Jahrhunderts       | in der Kirche St-Martin (Lage) | PM10004537    | Inscrit      | 1976  |      |
| Seitenaltar                    | ehemaliger Hauptaltar; Holz, farbig gefasst und vergoldet, 18. Jahrhundert | in der Kirche St-Martin (Lage) | PM10004535    | Inscrit      | 1976  |      |
| Skulptur Unterweisung Mariens  | Holz, farbig gefasst und vergoldet, 18. Jahrhundert                        | in der Kirche St-Martin (Lage) | PM10004539    | Inscrit      | 1976  |      |
| Grabstein für Jean de Lauparet | Kalkstein, nach 1552; verschwunden                                         | in der Kirche St-Martin (Lage) | PM10000001    | Classé       | 1913  |      |